# Петрушевский, Илья Павлович
Илья́ Па́влович Петруше́вский (10 (22) июня 1898, Киев — 18 марта 1977, Ленинград) — советский историк-востоковед, заслуженный деятель науки АзССР. Доктор исторических наук, профессор.

## Биография
В 1926 году окончил историко-филологические факультеты Харьковского и Бакинского университетов. В 1926—1931 годах работал в Баку. В 1931 году под руководством П. К. Жузе и Ю. Н. Марра изучал арабский и персидский языки в Институте кавказоведения АН СССР в Тбилиси. В 1933—1936 годах преподавал в Тбилисском университете. Кандидат исторических наук (1935, без защиты). В 1936—1941 годах работал в Ленинградском отделении Института истории АН СССР, преподавал в областном педагогическом институте. Доктор исторических наук (1941), докторская диссертация — «Очерки по истории феодальных отношений в Азербайджане и Армении в XVI — начале XIX века». Во время Великой Отечественной войны преподавал в Баку и Ташкенте. В 1945—1947 годах работал в Ленинградском отделении Института востоковедения АН СССР. С 1947 года — профессор Ленинградского университета. В 1950—1954 и 1961—1977 годах заведовал кафедрой истории стран Ближнего Востока Восточного факультета. В 1956—1959 годах руководил Группой иранистов Ленинградского отделения ИВАН СССР (с ноября 1957 переименована в Иранский кабинет).
Основные сферы научных интересов — история земледелия и феодальных отношений на Ближнем и Среднем Востоке, история народных движений в средневековом Иране, взаимоотношения кочевого и оседлого населения, история ислама. Труды И. П. Петрушевского востребованы в мировой ориенталистике, некоторые из них переведены на персидский и английский языки. Всего опубликовано более 90 работ.
Умер в 1977 году. Похоронен на Серафимовском кладбище Санкт-Петербурга.

## Труды
- Из героической борьбы Азербайджанского народа в XIII-XVI веках - Издательство Азербайджанского филиала Академии наук СССР, Баку, 1941 год.
- Джаро-Белаканские вольные общества в первой трети XIX столетия. Внутренний строй и борьба с российским колониальным наступлением. — Тифлис, 1934.
- Очерки по истории феодальных отношений в XVI — нач. XIX вв. — Л., 1949.
- Землевладение и аграрные отношения в Иране XIII-XIV веков / Отв. редактор академик И. А. Орбели. — М.-Л.: Издательство АН СССР, 1960. — 492 с.
- Ислам в Иране в VII—XV веках (курс лекций) / Отв. редактор В. И. Беляев. — Л.: Издательство Ленинградского университета, 1966. — 400 с.

### В соавторстве
- История Ирана с древнейших времен до конца XVIII века. — Л.: Издательство Ленинградского университета, 1958. — 390 с.
- The Socio-Economic Condition of Iran under the Īl-ḵẖāns // The Cambridge history of Iran. — Cambridge: Cambridge University Press, 1968. — Vol. 5: The Saljuq and Mongol Periods. — ISBN 521 06936 X.

### Статьи
- Бешкениды-Пиштегиниды, грузинские мелики Ахара в XII — начале XIII в. // Материалы по истории Грузии и Кавказа. — Тбилиси, 1937. — Вып. 7.
- Хамдаллах Казвини как источник по социально-экономической истории восточного Закавказья // Известия АН СССР. — 1937.
- Восстания ремесленников и городской бедноты в Тебризе в 1571—1573 гг // Известия Аз ФАН. — 1942. — № 3.
- Новый персидский источник по истории монгольского нашествия // Вопросы истории. — 1946. — № 11-12.
- К вопросу о прикреплении крестьян к земле в Иране в эпоху монгольского владычества // Вопросы истории. — 1947. — № 4.
- Городская знать в государстве Хулагуидов // Советское востоковедение. — М.—Л., 1948. — № V.
- К истории института сойургала // Советское востоковедение. — 1949. — № VI.
- К вопросу о подлинности переписки Рашид-ад-дина // Вестник ЛГУ. — 1948. — № 9. — С. 124—130.
- Феодальное хозяйство Рашид ад-дина // Вопросы истории. — 1951. — № 4. — С. 87—104.
- Рашид-ад-дин и его исторический труд // Рашид-ад-дин. Сборник летописей. — М.—Л.: Издательство Ан СССР, 1952. — Т. 1, кн. 1. — С. 7-37.
- Труд Сейфи как источник по истории восточного Хорасана // Труды Южно-туркменистанской археологической комплексной экспедиции. — Ашхабад, 1955. — Т. V.
- Движение сербедаров в Хорасане // Учёные записки института востоковедения АН СССР. — 1956. — Т. XIV: История и экономика стран Ближнего и Среднего Востока. — С. 91—162.
- Состояние сельского хозяйства в Иране в XIII — первой половине XIV в // Учёные записки ЛГУ. — 1956. — Вып. 6, № 195.
- Полевые и огородные культуры в Иране в XIII–XV веках: (Из истории земледелия в Иране) // Византийский временник. — 1956. — № 9. — С. 128—153. Архивировано 15 апреля 2011 года.
- Виноградарство и виноделие в Иране в XIII–XV вв.: (Из истории земледелия в Иране) // Византийский временник. — 1956. — № 11. — С. 163—176. Архивировано из оригинала 8 апреля 2011 года.
- Феодальные институты идрар и мукасамэ в Иране в XIII—XIV вв. // Памяти академика И. Ю. Крачковского : Сборник статей. — Л.: Издательство ЛГУ, 1958. — С. 202—205.
- К истории сельского поселения и сельской общины в Иране в XIII—XV вв. // Учёные записки Института востоковедения АН СССР. — 1958. — Т. 16.
- Применение рабского труда в Иране и сопредельных странах в позднее средневековье (к проблеме рабовладельческого уклада в феодальных обществах Передней и Средней Азии) // XXV междунар. конгресс востоковедов. Доклады делегации СССР. — М., 1960.
- Деревня и крестьяне средневекового Ближнего Востока в трудах ленинградских востоковедов // Учёные записки Института востоковедения АН СССР. — 1960. — Т. 25. — С. 204—217.
- Вазир Шараф ал-Мулк // Ближний и Средний Восток. — М., 1962. — Т. 16. — С. 34—38.
- К истории маздакитов в эпоху господства ислама // Народы Азии и Африки. — 1970. — № 5.
- К истории рабства в халифате VII—X вв. // Народы Азии и Африки. — 1971. — № 3.
- Поход монгольских войск в Среднюю Азию в 1219—1224 гг. и его последствия // Татаро-монголы в Азии и Европе : Сборник статей. — М.: Наука, 1977. — С. 107—139.
- Иран и Азербайджан под властью Хулагуидов (1256–1353 гг.) // Татаро-монголы в Азии и Европе : Сборник статей. — М.: Наука, 1977. — С. 228—259.
- Шиизм / Петрушевский И. П. // Чаган — Экс-ле-Бен. — М. : Советская энциклопедия, 1978. — (Большая советская энциклопедия : [в 30 т.] / гл. ред.  А. М. Прохоров ; 1969—1978, т. 29).
- Государства Азербайджана в XV в. / Сборник статей по истории Азербайджана. Баку: АН Азербайджанской ССР, 1949, вып. 1, С.153-214.

### Редактор
- Колониальная политика российского царизма в Азербайджане в 20—60-х гг. XIX в.: В 2 ч. / Автор вступительной статьи и редактор. — М.-Л., 1936.
- Бартольд В. В. Сочинения / Подготовка к изданию. — М.: Издательство восточной литературы, 1963. — Т. I: Туркестан в эпоху монгольского нашествия.
- Бартольд В. В. Сочинения / Ответственный редактор. — М.: Наука, ГРВЛ, 1971. — Т. VII: Работы по исторической географии и истории Ирана.
- Босворт К. Э. Мусульманские династии. Справочник по хронологии и генеалогии = The Islamic Dynasties. A Cronological and Genealogical Handbook / Ответственный редактор. — М.: Наука, ГРВЛ, 1971.